# Szákul község
Szákul község (románul: Comuna Sacu) község Krassó-Szörény megyében, Romániában. Központja Szákul, beosztott falvai Gyulatelep, Tinkova.

## Népessége
A 2011-es népszámlálás adatai alapján a község népessége 1485 fő volt.